# تولنرباخ
تولنرباخ (به آلمانی: Tullnerbach) یک منطقهٔ مسکونی در اتریش است که در ناحیه وین-اومگه‌بونگ واقع شده‌است. تولنرباخ ۲۰٫۲۴ کیلومتر مربع مساحت دارد ۳۵۰ متر بالاتر از سطح دریا واقع شده‌است.